# Adolfo García Quesada
Pour les articles homonymes, voir García et Quesada.
Adolfo García Quesada, né le 27 septembre 1979 à Grenade, est un coureur cycliste espagnol. Il est bon grimpeur tout comme son frère Carlos García Quesada.

## Biographie
Adolfo García Quesada passe professionnel en 2001 au sein de l'équipe iBanesto.com. Passé chez Kelme-Costa Blanca en 2003, il remporte l'étape inaugurale du Tour de Burgos, sa première victoire chez les professionnels. La même année, il participe à son premier grand tour : le Tour d'Italie. Bon grimpeur, il termine dix-huitième au classement final et meilleur coureur de son équipe.
En 2005, il confirme ses qualités en remportant le classement général du Tour des Asturies. Deux mois plus tard, il termine sur le podium du Tour du Portugal (3e), après en avoir remporté une étape. En septembre, il participe à son premier et unique Tour d'Espagne (35e), où il livre un rôle d'équipier entre autres pour son frère Carlos, cinquième du classement général final à Madrid.
En 2006, il rejoint une autre équipe professionnelle espagnole, Andalucía-Paul Versan. Leader provisoire du Tour d'Andalousie après sa victoire sur le premier jour, il doit finalement se contenter de la troisième marche du podium final, au terme d'une course remportée par son frère Carlos García Quesada. Durant l'été, il est impliqué dans l'affaire Puerto, un réseau de dopage organisé par le médecin Eufemiano Fuentes. Selon la garde civile, il est identifié comme client du réseau de dopage sous le nom de code Fito. García Quesada n'est pas sanctionné pour ce fait, le délit de dopage n'étant pas reconnu par la justice espagnole à ce moment-là. Il ne reçoit aucune sanction sportive, le juge refuse de fournir aux instances sportives internationales (l'AMA et l'UCI) des preuves pour prouver son implication en tant que client du réseau de dopage. En revanche, il est contrôle positif à l'hormone de croissance sur la cinquième étape du Tour de Catalogne, qu'il avait précédemment remporté. En conséquence, l'UCI le suspend pour une durée de deux ans, soit jusqu'au 27 décembre 2008.
Une fois sa peine purgée, il refait son retour à la compétition à partir de 2009 en tant qu’amateur, à la fois sur route et en VTT. En 2011, il est cité dans une nouvelle affaire de dopage en Andorre, tout comme une soixantaine d’autres sportifs.
Toujours compétitif en catégorie master, il gagne notamment le classement général de la Vuelta a Andalucía MTB en 2015.

## Palmarès
| - 2000 - 5e étape du Tour d'Alicante - Premio Primavera - 3e étape du Tour de Castille-et-León amateurs - 5e étape du Tour de Navarre - 2e du Circuito Montañés - 2e du Tour de Castille-et-León amateurs - 3e de la Subida a Gorla - 3e de la Clásica Internacional Txuma - 2002 - 1re étape du Tour du Portugal (contre-la-montre par équipes) - 2e de la Clásica a los Puertos - 2003 - 1re étape du Tour de Burgos - 2004 - 5e étape du Tour du Portugal | - 2005 - Classement général du Tour des Asturies - 8e étape du Tour du Portugal - 3e de la Prueba Villafranca de Ordizia - 3e du Tour du Portugal - 2006 - 1re étape du Tour d'Andalousie - 5e étape du Tour de Catalogne - 2e du GP Llodio - 3e du Tour d'Andalousie - 3e de la Clásica de Almería - 2010 - 2e du Tour de Carthagène - 3e de la Volta ao Ribeiro - 2011 - 3e étape du Tour d'Estrémadure |  |

## Résultats sur les grands tours

### Tour d'Italie
1 participation
- 2003 : 18e

### Tour d'Espagne
1 participation
- 2005 : 35e

## Classements mondiaux
| Année           | 2005 | 2009 |
| --------------- | ---- | ---- |
| UCI Europe Tour | 30e  | 66e  |